# Those Were the Days (singel Lady Sovereign)
"Those Were the Days" − grime'owa kompozycja autorstwa Louise Harman i Lukasza Gottwalda zrealizowana na pierwszy studyjny album angielskiej raperki Lady Sovereign zatytułowany Public Warning. W drugim kwartale 2007 roku utwór wydano jako piąty i finalny singel promujący ową płytę, a także siódmy w całej dotychczasowej karierze artystki.

## Zawartość singla
1. "Those Were the Days"
2. "Random (Live)"
3. "Love Me or Hate Me (Live)"
4. "Those Were the Days (Sinden Remix)"